# Bulgária az Eurovíziós Dalfesztiválokon
Bulgária eddig tizennégy alkalommal vett részt az Eurovíziós Dalfesztiválon.
A bolgár műsorsugárzó a Balgarszka Nacionalna Televizija, amely 1993-ban lett tagja az Európai Műsorsugárzók Uniójának, és 2005-ben csatlakozott a versenyhez.

## Története

### Évről évre
Bulgária 2005-ben vett részt először az Eurovíziós Dalversenyen. Debütálásukkor azonban nem sikerült kivívniuk a döntőbe kerülést, és a következő évben sem tudtak továbbjutni az elődöntőből. 2007-ben az elődöntő hatodik helye után a döntőben az ötödik helyen zártak, viszont a 2008-as szabálymódosítás értelmében ez már nem jelentett automatikus helyet a következő évi döntőben. Egészen 2016-ig ez volt az ország legjobb eredménye.
A következő öt évben ismét kiestek az elődöntőben. 2012-ben Norvégiával holtversenyben voltak az elődöntő 10. helyén, de Norvégia jutott tovább a döntőbe, mivel tizenegy országtól kapott pontot, Bulgária viszont csak tíztől, és a döntetlent feloldó szabály értelmében az az ország ér el jobb helyezést, amelyik több országtól kapott pontot. 2013-ban sem jutottak tovább a döntőbe annak ellenére, hogy Elica és Sztojan képviselte őket, akik 2007-ben hazájuk legjobb eredményét érték el. Ebben az évben azonban a 12. helyen végeztek az elődöntőben. A következő két évben nem vettek részt a dalfesztiválon. 2016-ban ismét olyan előadóval neveztek, aki már korábban is képviselte az országot: Poli Genova 2011-ben a 12. helyen végzett az elődöntőben. Ezúttal azonban továbbjutott, és a döntőben elérte országa addigi legjobb eredményét, 4. helyen végzett. Kristian Kostov a következő évben még ezen az eredményen is javítani tudott, amikor 2. helyezett lett a dalfesztiválon, emellett az elődöntőjét megnyerte. Ezt követően az Equinox nevű csapat 14. helyen végzett a döntőben, ami után 2019-ben az ország újra visszalépett a versenyből.
2020-ban visszatértek volna, azonban március 18-án az Európai Műsorsugárzók Uniója bejelentette, hogy 2020-ban nem tudják megrendezni a versenyt a COVID–19-koronavírus-világjárvány miatt. 2020-ban Victoria képviselte volna az országot aki a bolgár műsorsugárzó jóvoltából újabb lehetőséget kapott az ország képviseletére a következő évben. 2021-ben az elődöntőből harmadik helyezettként sikeresen továbbjutottak a döntőbe, ahol 11. helyen végeztek. 2022-ben érték el eddigi legrosszabb eredményüket, az első elődöntőben utolsó előttiek lettek. 2023-ban visszaléptek a versenytől és a jövőben sem terveznek indulni.

### Nyelvhasználat
A nyelvhasználatot korlátozó szabály 1999-ig volt érvényben, vagyis Bulgária 2005-ös debütálásakor már szabadon megválaszthatták az indulók, hogy milyen nyelvű dallal neveznek.
Bulgária eddigi tizennégy versenydalából nyolc angol nyelvű volt, három bolgár nyelvű, kettő angol és bolgár kevert nyelvű, egy pedig egy tizenegy nyelvet megszólaltató dal volt. Eddigi legnagyobb sikerüket egy angol nyelvű dallal érték el 2017-ben.
2012-es daluk szinte teljes egészében bolgár nyelven hangzott el, azonban tartalmazott mondatokat az alábbi nyelveken: angol, arab, azeri, cigány, francia, görög, olasz, spanyol, szerbhorvát és török.

### Nemzeti döntő
A bolgár tévé eddig mindig egy nemzeti döntő keretében választotta ki a bolgár indulót. A nemzeti döntő elnevezése változott az évek során, 2009-ben a Be A Star ("Légy csillag") nevet viselte. A nemzeti döntőt középdöntők és elődöntők sorozata előzi meg, és a bolgár tévé néhány előadónak szabadkártyát ad, akik automatikusan a döntőbe kerülnek. A döntőben telefonos szavazással a nézők döntenek. 2010-ben belső kiválasztással jelölték ki az énekest, és a nemzeti döntőben az énekes öt dala közül választották ki a versenydalt. 2011-ben és 2012-ben ismét nemzeti döntőt rendeztek, majd 2013-ban már csak a dalt választották ki, hiszen az előadót a bolgár műsorsugárzó jelölte ki a célra. Azóta se nemzeti döntőt, se dalválasztó műsort nem rendeztek. 2021-ben a rajongók segítségét kérték, ahol elmondhatták véleményüket az adott dalokról, így hozta meg végül a delegáció a döntést.

## Résztvevők
| Év   | Előadó                             | Dal                             | Magyar fordítás             | Döntő                   | Pontszám                | Elődöntő           | Pontszám           |
| ---- | ---------------------------------- | ------------------------------- | --------------------------- | ----------------------- | ----------------------- | ------------------ | ------------------ |
| 2005 | Kaffe                              | Lorraine                        | —                           | Nem jutott be a döntőbe | Nem jutott be a döntőbe | 19.                | 49                 |
| 2006 | Mariana Popova                     | Let Me Cry                      | Hagyj sírni                 | Nem jutott be a döntőbe | Nem jutott be a döntőbe | 17.                | 36                 |
| 2007 | Elitsa Todorova és Stoyan Yankulov | Voda (Water)                    | Víz                         | 5.                      | 157                     | 6.                 | 146                |
| 2008 | Deep Zone és DJ Balthazar          | DJ, Take Me Away                | DJ, vigyél el               | Nem jutott be a döntőbe | Nem jutott be a döntőbe | 11.                | 56                 |
| 2009 | Krassimir Avramov                  | Illusion                        | Illúzió                     | Nem jutott be a döntőbe | Nem jutott be a döntőbe | 16.                | 7                  |
| 2010 | Miroslav Kostadinov – Miro         | Angel Si Ti (You Are an Angel)  | Angyal vagy                 | Nem jutott be a döntőbe | Nem jutott be a döntőbe | 15.                | 19                 |
| 2011 | Poli Genova                        | Na inat                         | Ellenszegülve               | Nem jutott be a döntőbe | Nem jutott be a döntőbe | 12.                | 48                 |
| 2012 | Sofi Marinova                      | Love Unlimited                  | A szerelem határtalan       | Nem jutott be a döntőbe | Nem jutott be a döntőbe | 11.                | 45                 |
| 2013 | Elitsa Todorova és Stoyan Yankulov | Samo Shampioni (Only Champions) | Csak győztesek              | Nem jutott be a döntőbe | Nem jutott be a döntőbe | 12.                | 45                 |
|      |                                    |                                 |                             |                         |                         |                    |                    |
| 2016 | Poli Genova                        | If Love Was a Crime             | Ha a szerelem bűntény lenne | 4.                      | 307                     | 5.                 | 220                |
| 2017 | Kristian Kostov                    | Beautiful Mess                  | Gyönyörű zűrzavar           | 2.                      | 615                     | 1.                 | 403                |
| 2018 | Equinox                            | Bones                           | Csontok                     | 14.                     | 166                     | 7.                 | 177                |
|      |                                    |                                 |                             |                         |                         |                    |                    |
| 2020 | Victoria                           | Tears Getting Sober             | Kijózanodnak a könnyek      | Elmaradt a verseny      | Elmaradt a verseny      | Elmaradt a verseny | Elmaradt a verseny |
| 2021 | Victoria                           | Growing Up Is Getting Old       | A felnövés megöregedés      | 11.                     | 170                     | 3.                 | 250                |
| 2022 | Intelligent Music Project          | Intention                       | Szándék                     | Nem jutott be a döntőbe | Nem jutott be a döntőbe | 16.                | 29                 |
|      |                                    |                                 |                             |                         |                         |                    |                    |

### Visszaléptetett indulók
| Év   | Előadó                             | Dal    | Magyar fordítás |
| ---- | ---------------------------------- | ------ | --------------- |
| 2013 | Elitsa Todorova és Stoyan Yankulov | Kismet | Szerencse       |

## Szavazástörténet

### 2005–2022
| Hely | Ország           | Pont |
| ---- | ---------------- | ---- |
| 1.   | Észak-Macedónia  | 84   |
| 2.   | Örményország     | 58   |
| 3.   | Ukrajna          | 57   |
| 4.   | Görögország      | 55   |
| 5.   | Izrael           | 52   |
| 6.   | Törökország      | 50   |
| 7.   | Horvátország     | 48   |
| 8.   | Szerbia          | 45   |
| 9.   | Ausztria         | 44   |
| 10.  | Fehéroroszország | 43   |

| Hely | Ország             | Pont |
| ---- | ------------------ | ---- |
| 1.   | Észak-Macedónia    | 101  |
| 2.   | Ciprus             | 69   |
| 3.   | Albánia            | 65   |
| 4.   | Egyesült Királyság | 65   |
| 5.   | Görögország        | 60   |
| 6.   | Szerbia            | 56   |
| 7.   | Spanyolország      | 53   |
| 8.   | Franciaország      | 49   |
| 9.   | Ausztria           | 49   |
| 10.  | Fehéroroszország   | 48   |

Bulgária még sosem adott pontot az elődöntőben a következő országoknak: Andorra, Monaco, Montenegró, Szlovákia
Bulgária még sosem kapott pontot az elődöntőben a következő országoktól: Andorra, Monaco, Oroszország, Szlovákia
| Hely | Ország       | Pont |
| ---- | ------------ | ---- |
| 1.   | Görögország  | 120  |
| 2.   | Örményország | 80   |
| 3.   | Ukrajna      | 68   |
| 4.   | Oroszország  | 61   |
| 5.   | Azerbajdzsán | 58   |
| 6.   | Moldova      | 50   |
| 7.   | Szerbia      | 48   |
| 8.   | Törökország  | 46   |
| 9.   | Ciprus       | 39   |
| 10.  | Ausztria     | 37   |

| Hely | Ország             | Pont |
| ---- | ------------------ | ---- |
| 1.   | Egyesült Királyság | 64   |
| 2.   | Ciprus             | 63   |
| 3.   | Észak-Macedónia    | 66   |
| 4.   | Spanyolország      | 55   |
| 5.   | Málta              | 52   |
| 6.   | Albánia            | 51   |
| 7.   | Moldova            | 46   |
| 8.   | Görögország        | 44   |
| 9.   | Szerbia            | 42   |
| 10.  | Írország           | 42   |

Bulgária még sosem adott pontot a döntőben a következő országoknak: Dánia, Lettország, Montenegró, San Marino, Szlovénia
Bulgária még sosem kapott pontot a döntőben a következő országoktól: Andorra

## Háttér
| Év       | Rendező    | Kommentátor                                      | Pontbejelentő                                    |
| -------- | ---------- | ------------------------------------------------ | ------------------------------------------------ |
| 2005     | Kijev      | Elena Rosberg és Georgi Kushvaliev               | Evgenia Atanasova                                |
| 2006     | Athén      | Elena Rosberg és Georgi Kushvaliev               | Dragomir Simeonov                                |
| 2007     | Helsinki   | Elena Rosberg és Georgi Kushvaliev               | Mira Dobreva                                     |
| 2008     | Belgrád    | Elena Rosberg és Georgi Kushvaliev               | Valentina Voykova                                |
| 2009     | Moszkva    | Elena Rosberg és Georgi Kushvaliev               | Joanna Dragneva                                  |
| 2010     | Oslo       | Elena Rosberg és Georgi Kushvaliev               | Desislava Dobreva                                |
| 2011     | Düsseldorf | Elena Rosberg és Georgi Kushvaliev               | Maria Ilieva                                     |
| 2012     | Baku       | Elena Rosberg és Georgi Kushvaliev               | Anna Angelova                                    |
| 2013     | Malmö      | Elena Rosberg és Georgi Kushvaliev               | Joanna Dragneva                                  |
| 2014     | Koppenhága | Nem vettek részt és nem közvetítették a versenyt | Nem vettek részt és nem közvetítették a versenyt |
| 2015 [a] | Bécs       | Elena Rosberg és Georgi Kushvaliev               | Nem vettek részt                                 |
| 2016     | Stockholm  | Elena Rosberg és Georgi Kushvaliev               | Anna Angelova                                    |
| 2017     | Kijev      | Elena Rosberg és Georgi Kushvaliev               | Boryana Gramatikova                              |
| 2018     | Lisszabon  | Elena Rosberg és Georgi Kushvaliev               | Joanna Dragneva                                  |
| 2019     | Tel-Aviv   | Nem vettek részt és nem közvetítették a versenyt | Nem vettek részt és nem közvetítették a versenyt |
| 2021     | Rotterdam  | Elena Rosberg és Petko Kralev                    | Joanna Dragneva                                  |
| 2022     | Torino     | Elena Rosberg és Petko Kralev                    | Janan Dural                                      |
| 2023–    | 2023–      | Nem vettek részt és nem közvetítették a versenyt | Nem vettek részt és nem közvetítették a versenyt |

Megjegyzések
↑ a: 2015-ben csak a döntőt közvetítették, az elődöntőket nem tűzték műsorra.

## Díjak

### Marcel Bezençon-díj
| Kategória       | Év   | Előadó  | Dal   | Zeneszerző(k) Szöveg / zene                                            | Eredmény az Eurovízión | Eredmény az Eurovízión | Helyszín              |
| Kategória       | Év   | Előadó  | Dal   | Zeneszerző(k) Szöveg / zene                                            | Helyezés               | Pontszám               | Helyszín              |
| --------------- | ---- | ------- | ----- | ---------------------------------------------------------------------- | ---------------------- | ---------------------- | --------------------- |
| Zeneszerzői-díj | 2018 | EQUINOX | Bones | Borislav Milanov, Trey Campbell, Joacim Persson, Dag Lundberg (sz & z) | 14.                    | 166                    | Portugália, Lisszabon |

### ESC Radio Awards
| Kategória          | Év   | Előadó      | Dal                 | Eredmény az Eurovízión | Eredmény az Eurovízión | Helyszín              |
| Kategória          | Év   | Előadó      | Dal                 | Helyezés               | Pontszám               | Helyszín              |
| ------------------ | ---- | ----------- | ------------------- | ---------------------- | ---------------------- | --------------------- |
| Legjobb női előadó | 2016 | Poli Genova | If Love Was a Crime | 4.                     | 307                    | Svédország, Stockholm |
| Legjobb női előadó | 2020 | VICTORIA    | Tears Getting Sober | –                      | –                      | Hollandia, Rotterdam  |

## Galéria

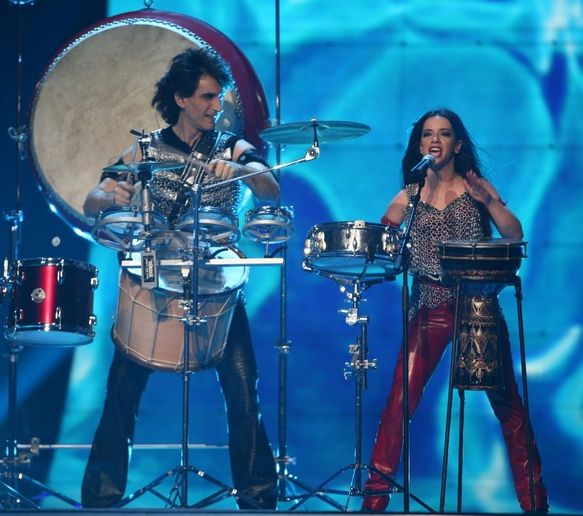
Elitsa Todorova és Stoyan Yankulov Helsinkiben (2007)
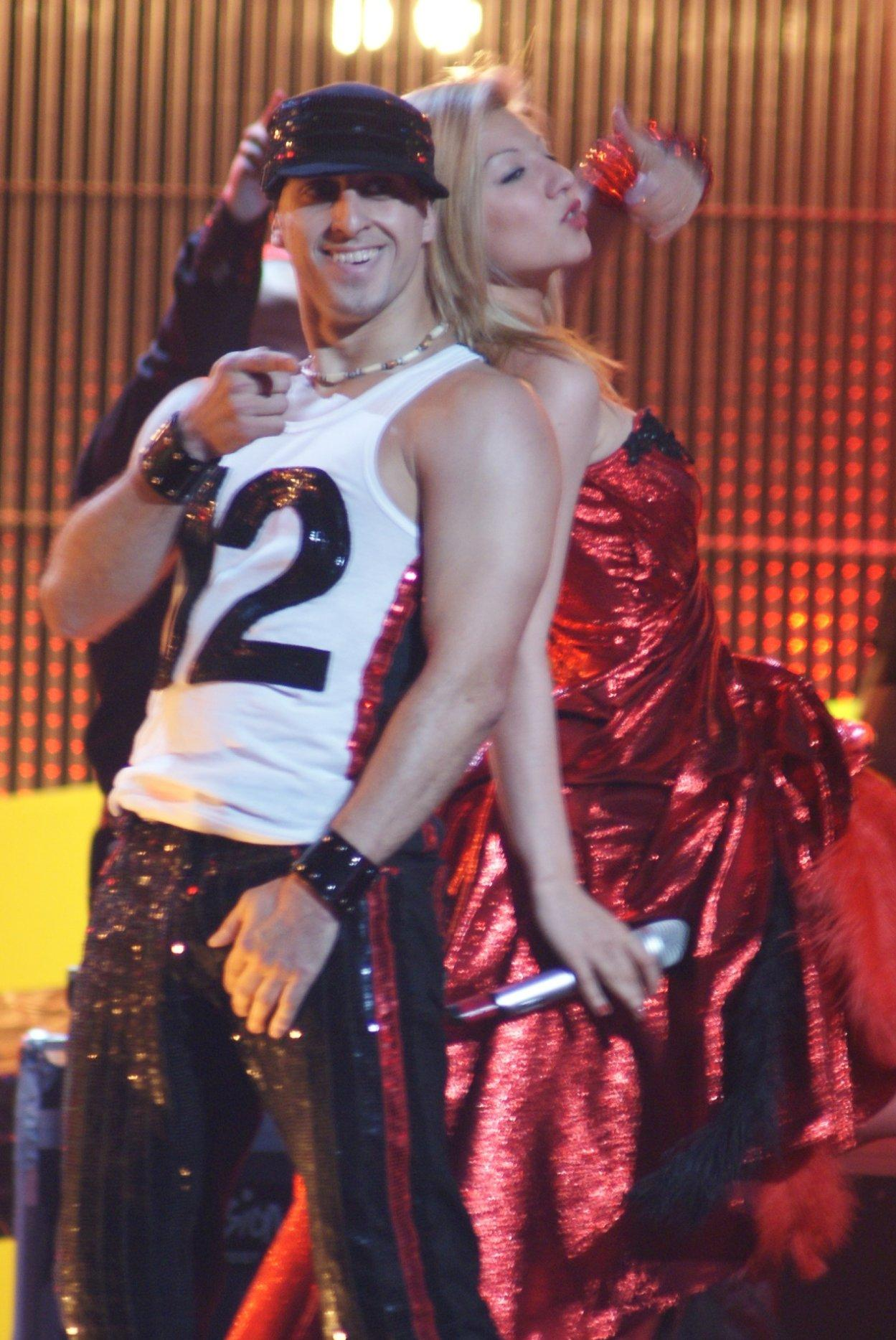
Deep Zone és DJ Balthazar Belgrádban (2008)
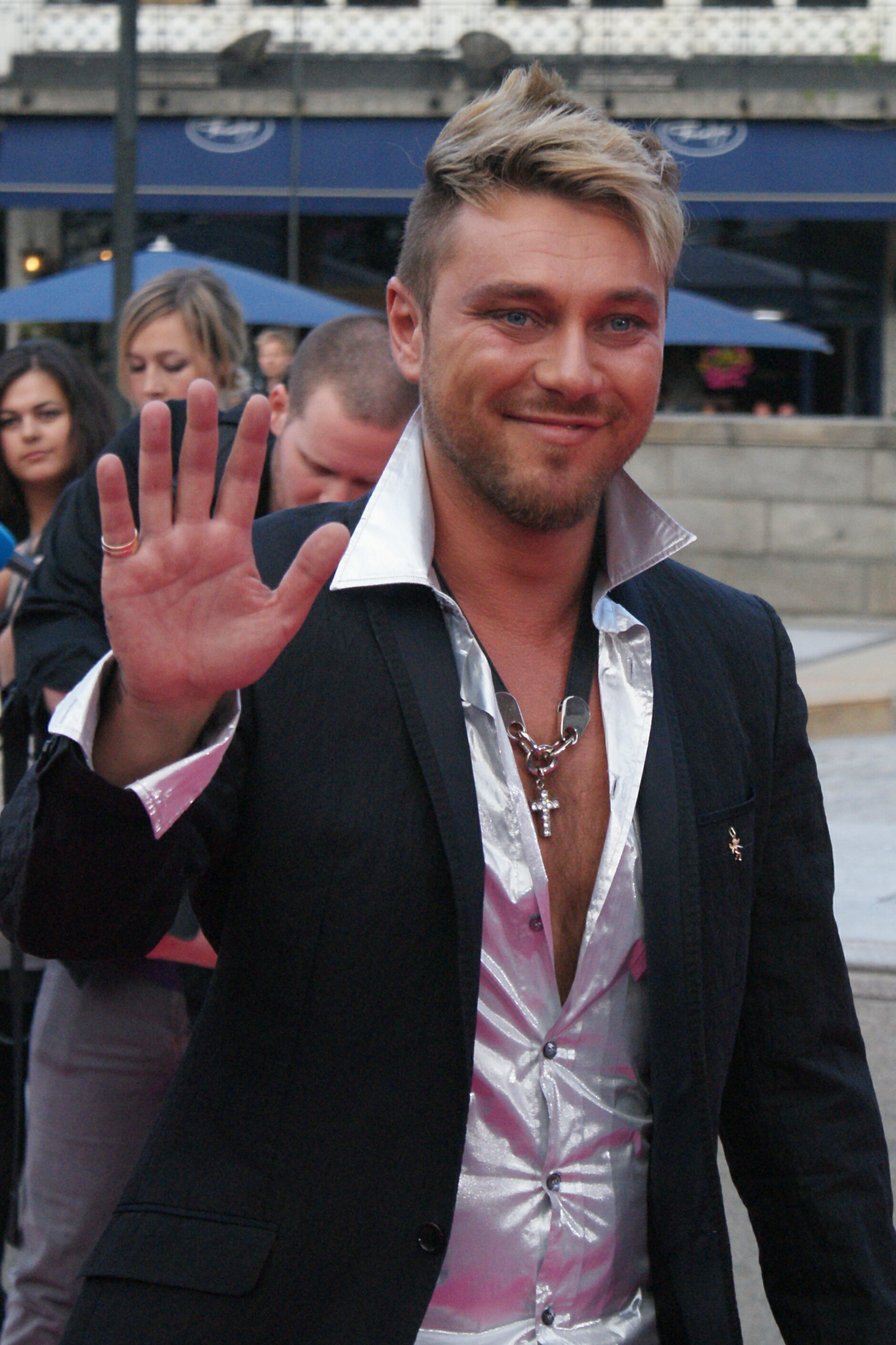
Miroslav Kostadinov – Miro Osloban (2010)
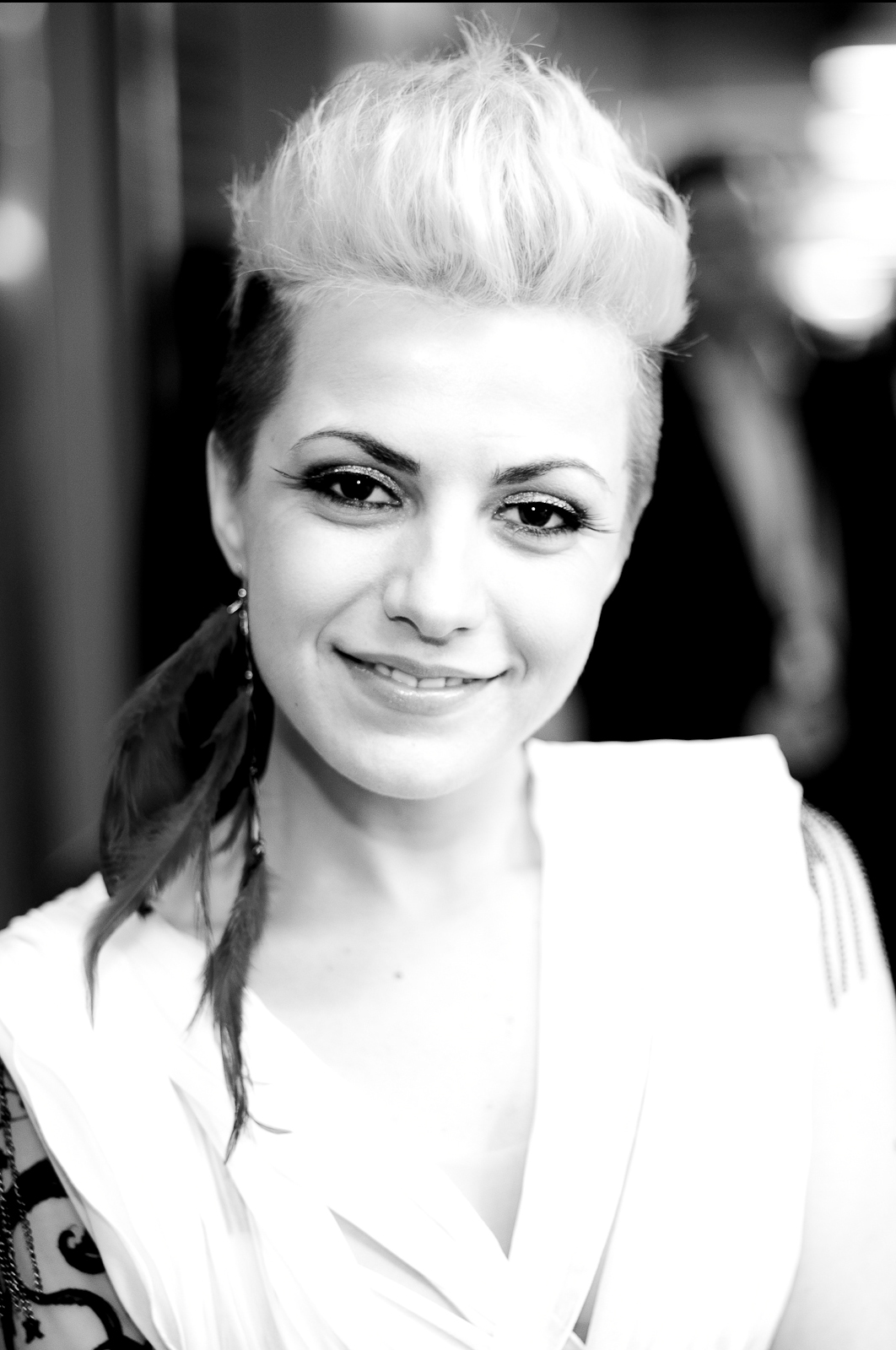
Poli Genova Düsseldorfban (2011)
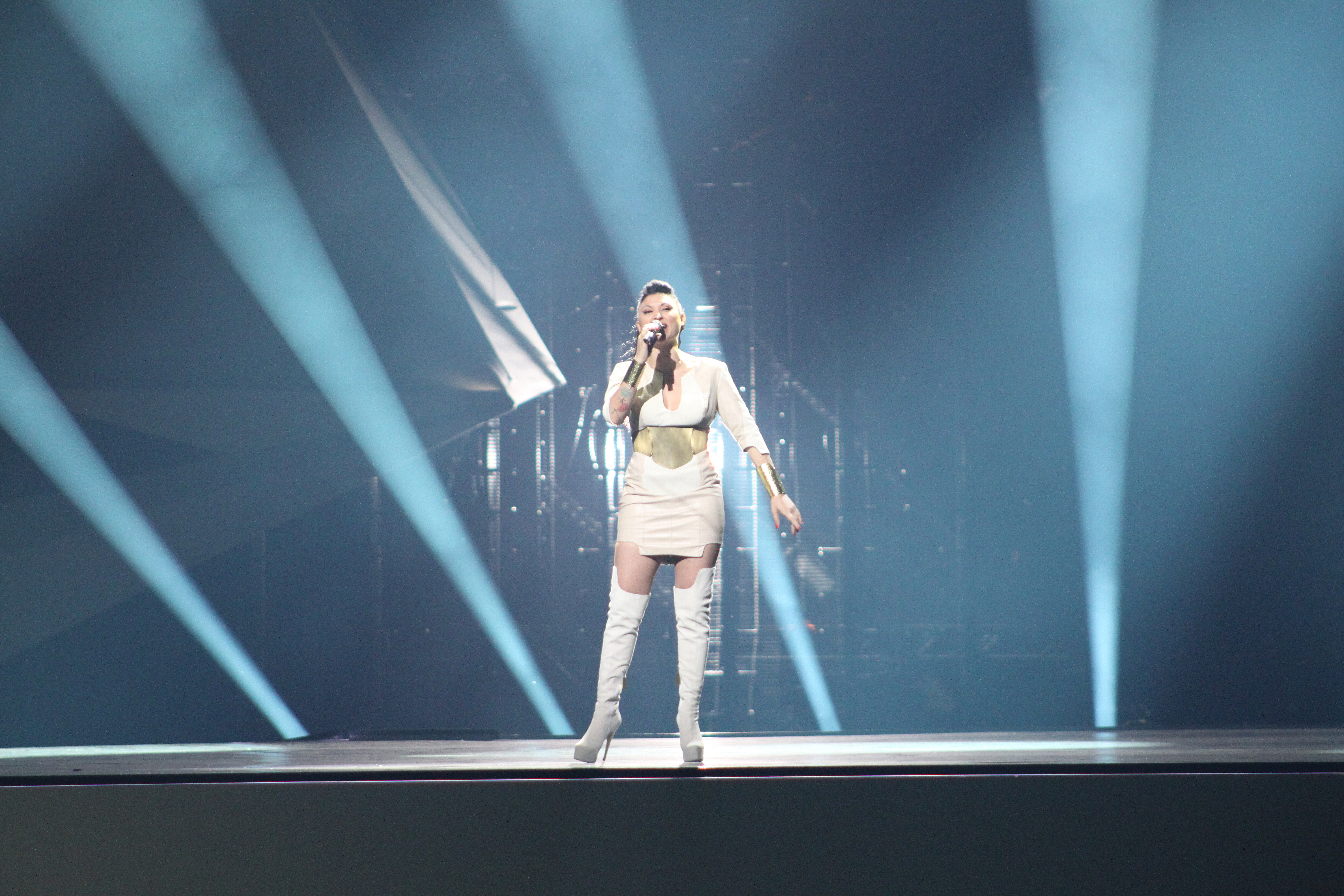
Sofi Marinova Bakuban (2012)
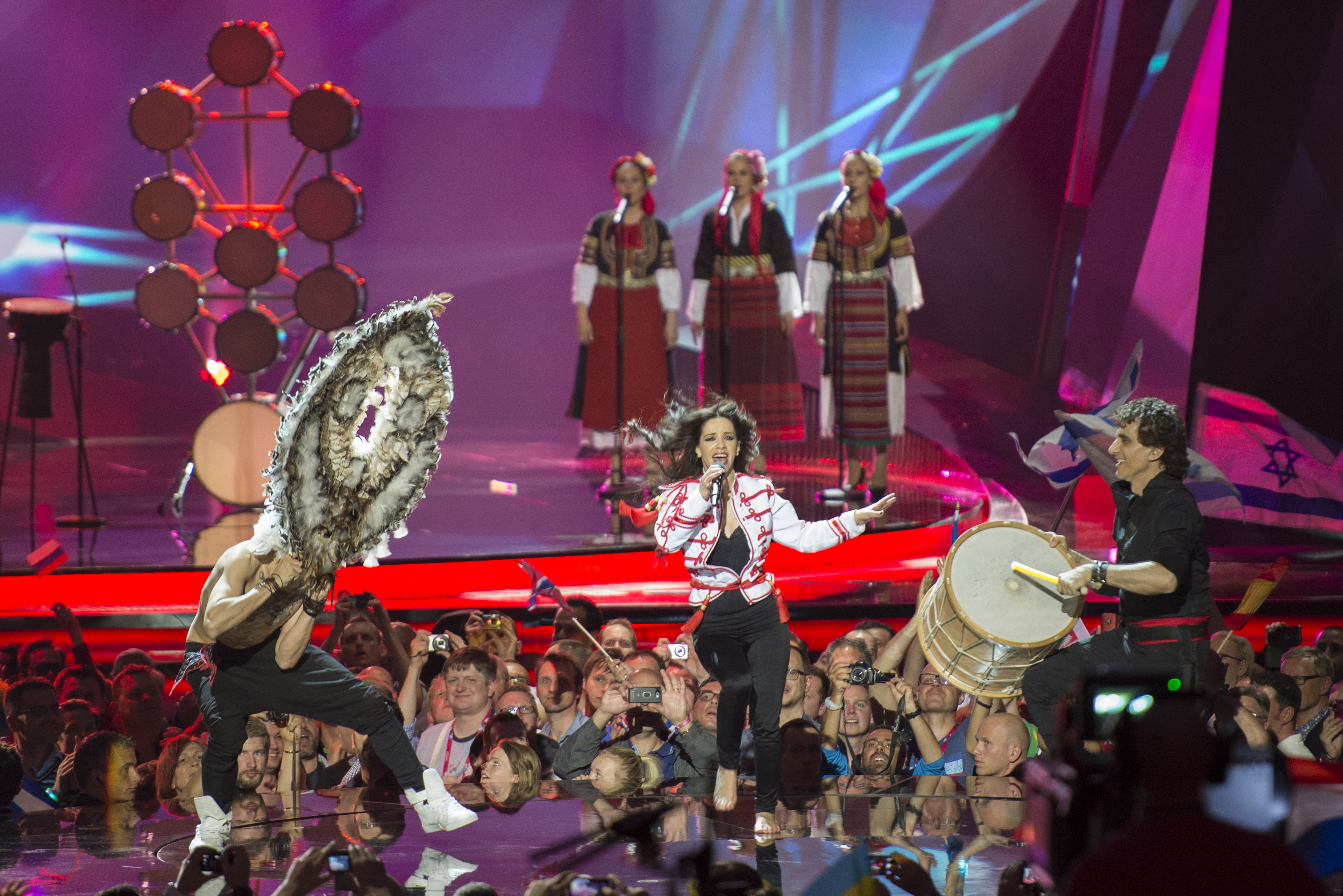
Elitsa Todorova és Stoyan Yankulov Malmöben (2013)
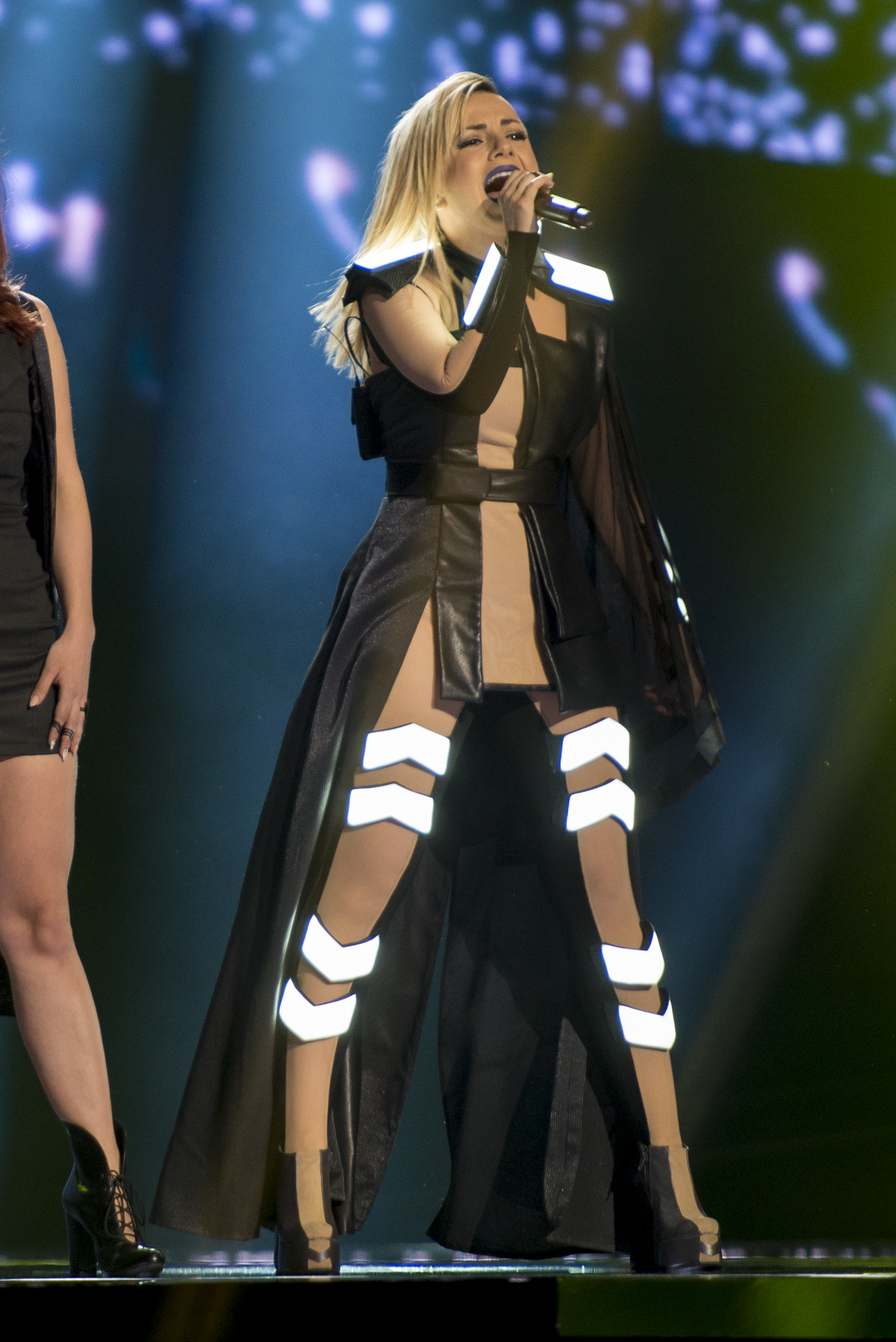
Poli Genova Stockholmban (2016)
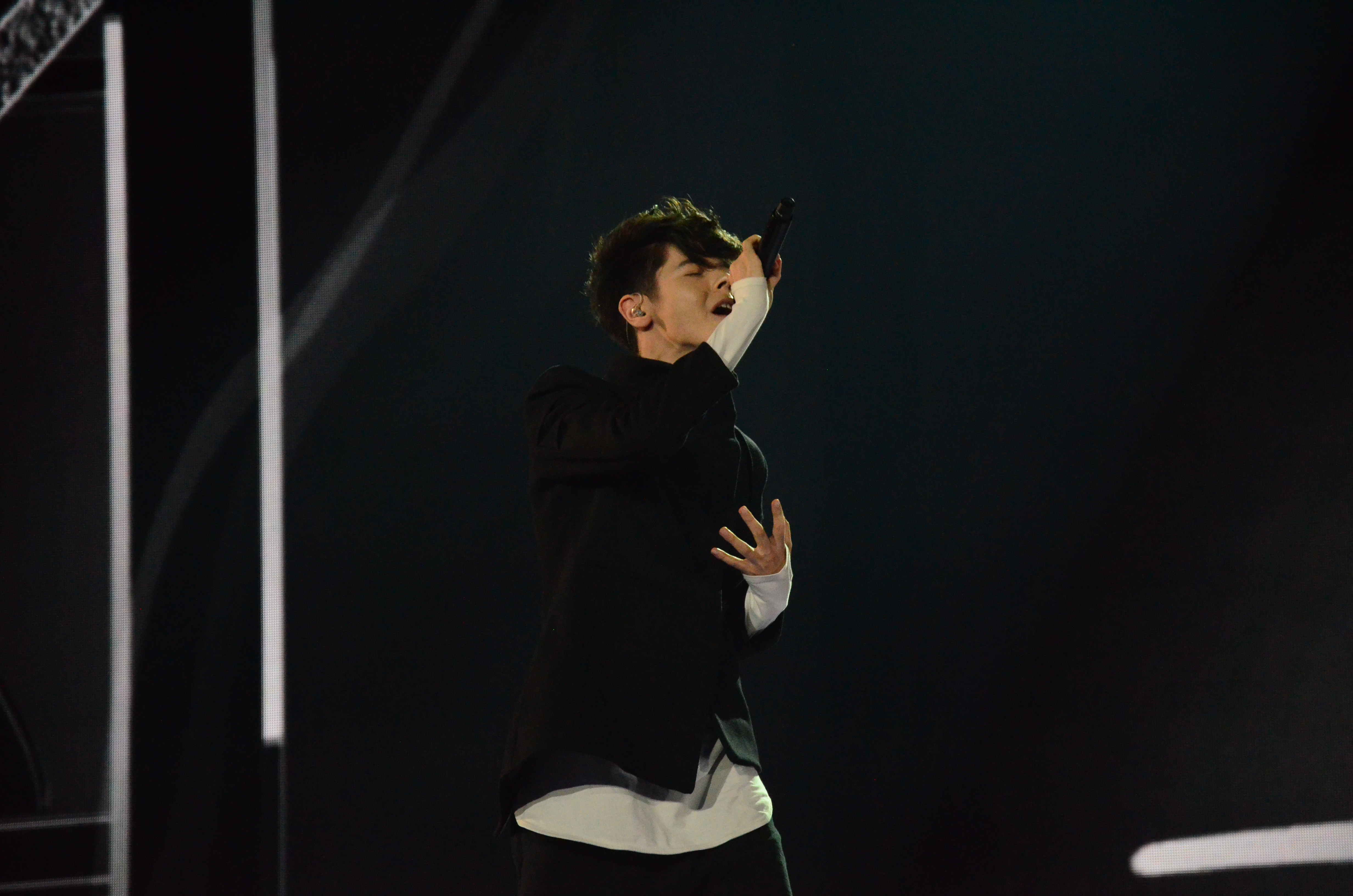
Kristian Kostov Kijevben (2017)
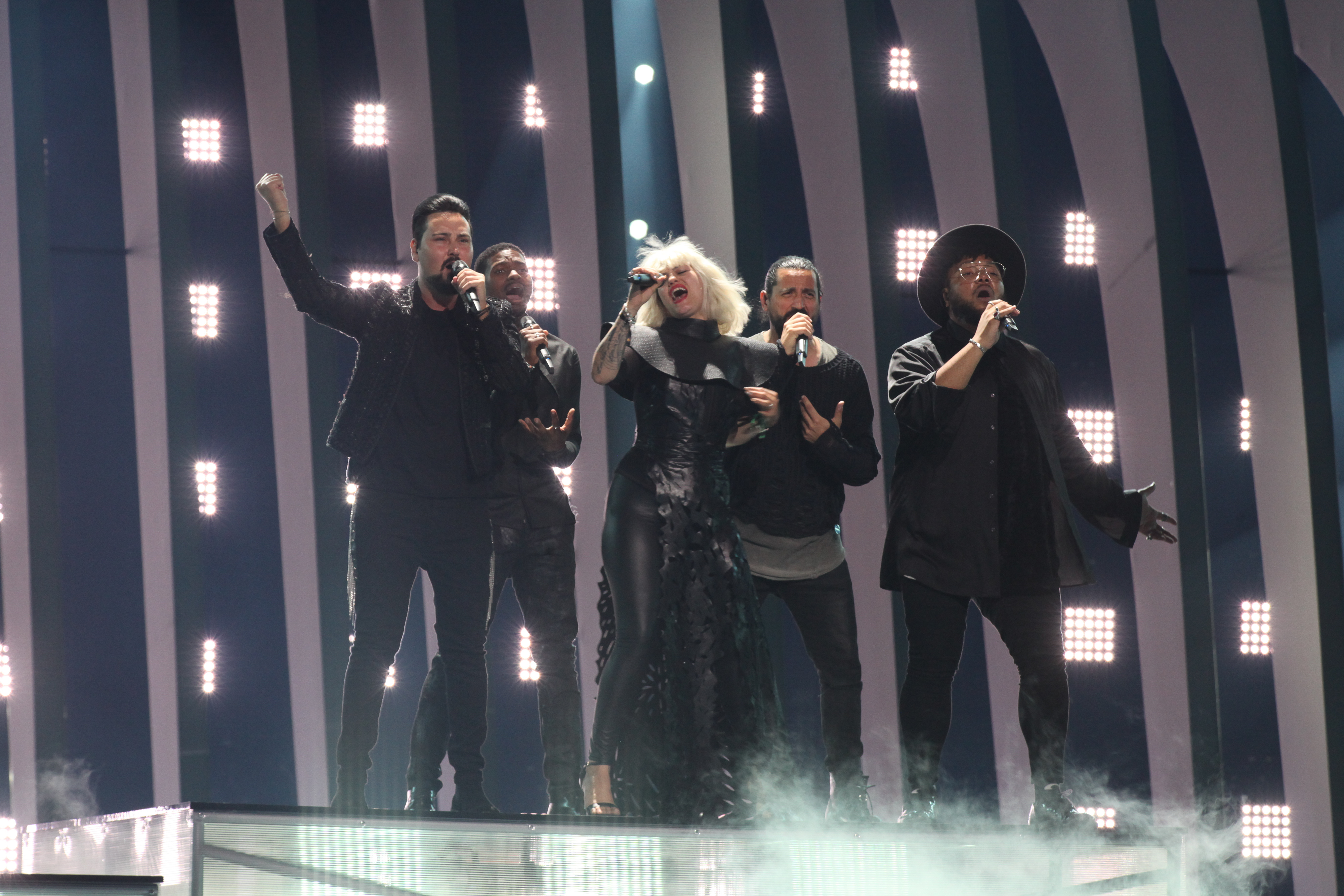
EQUINOX Lisszabonban (2018)
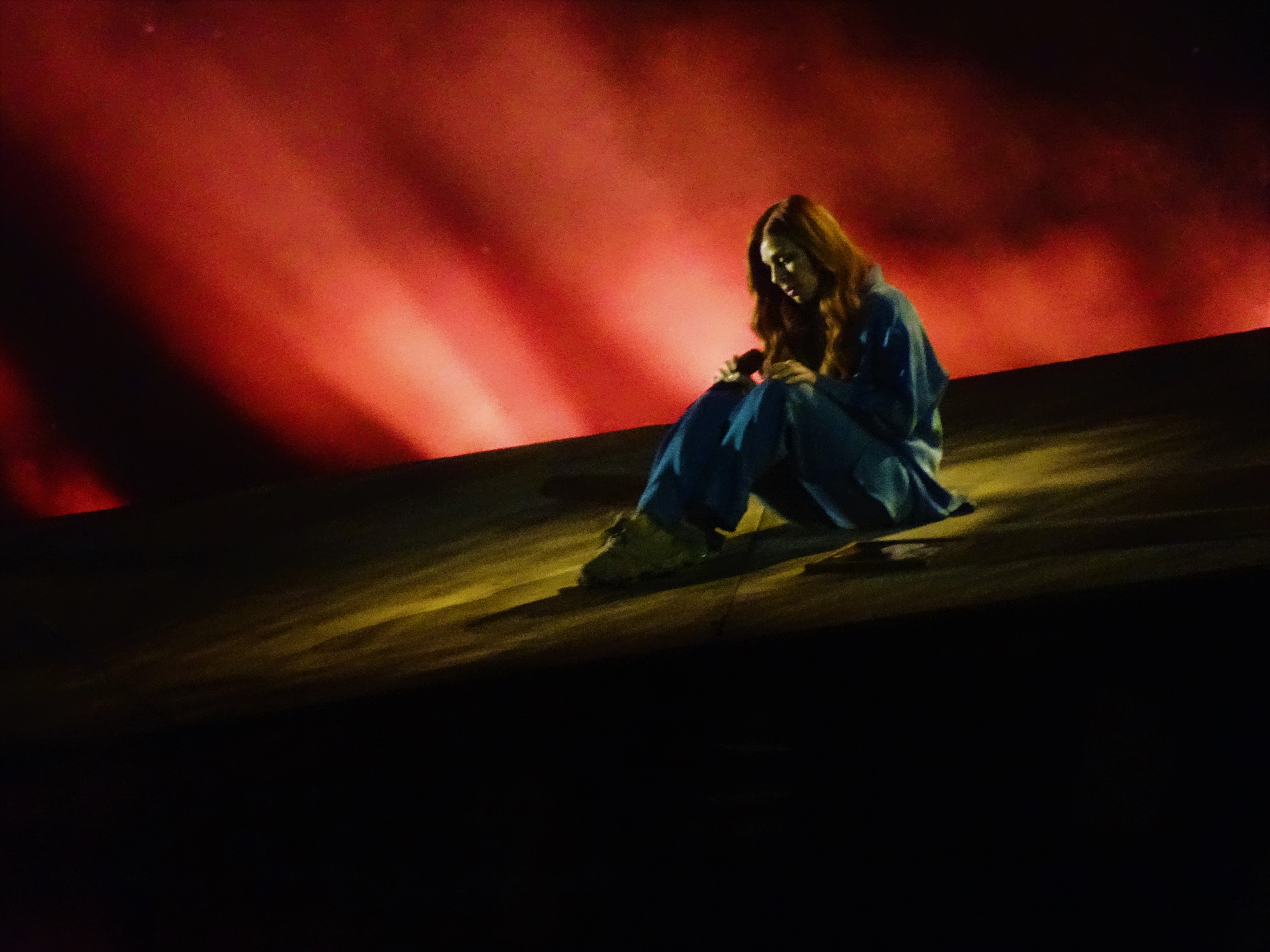
VICTORIA Rotterdamban (2021)
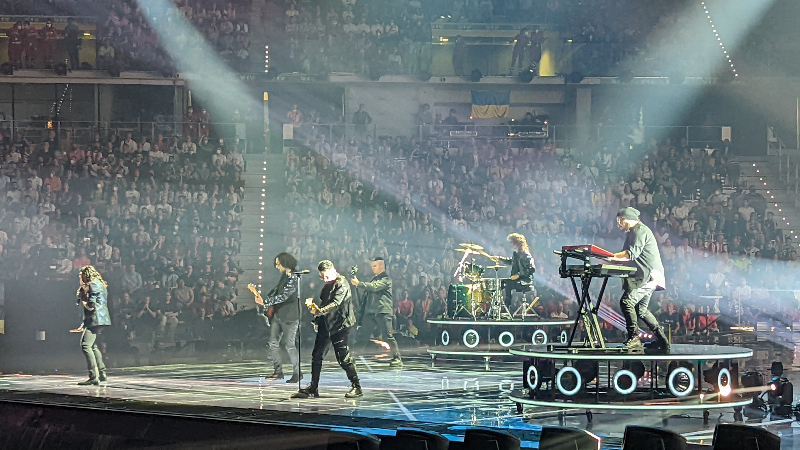
Az Intelligent Music Project Torinóban (2022)

## Lásd még
- Bulgária a Junior Eurovíziós Dalfesztiválokon